# استودیوهای تلویزیونی برادران وارنر
استودیوهای تلویزیونی برادران وارنر (به انگلیسی: Warner Bros. Television Studios) استودیوی‌های تولید و پخش تلویزیونی از برادران وارنر است.